# Austrochthonius australis
Austrochthonius australis är en spindeldjursart som beskrevs av Clarence Clayton Hoff 1951. Austrochthonius australis ingår i släktet Austrochthonius och familjen käkklokrypare. Inga underarter finns listade.